# Giuseppe Maria Figatelli
Giuseppe Maria Figatelli o Giuseppe Maria da Cento (Casumaro, 11 marzo 1611 – Mirandola, 28 settembre o 20 novembre 1682) è stato un matematico e religioso italiano.
Non va confuso con l'omonimo pittore Giuseppe Maria Ficatelli (1639-1703).

## Biografia
Battezzato con il nome "Lorenzo", entrò nel 1632 a Cesena nell'Ordine dei frati minori cappuccini assumendo il nome "Giuseppe Maria".
Nel 1664 a Modena pubblicò la sua opera più celebre, il manuale Ristretto aritmetico, poi ripubblicato a Venezia nel 1678 in una seconda edizione ampliata, dal titolo Trattato aritmetico.
Pubblicò inoltre, nel 1667 a Forlì, un trattato che sarebbe diventato un testo di riferimento per la gnomonica, Retta linea gnomonica, ripubblicato nel 1675 a Modena in una seconda edizione ampliata.

## Opere
- Ristretto aritmetico, Modena, Andrea Cassiani, 1664.
- Retta linea gnomonica, Forlì, Giovanni Cimatti, 1667.
- Trattato aritmetico, Bologna, Giuseppe Longhi, 1692.